# Ipomoea indica
Ipomoea indica là một loài thực vật có hoa trong họ Bìm bìm. Loài này được (Burm.) Merr. mô tả khoa học đầu tiên năm 1917.

## Hình ảnh

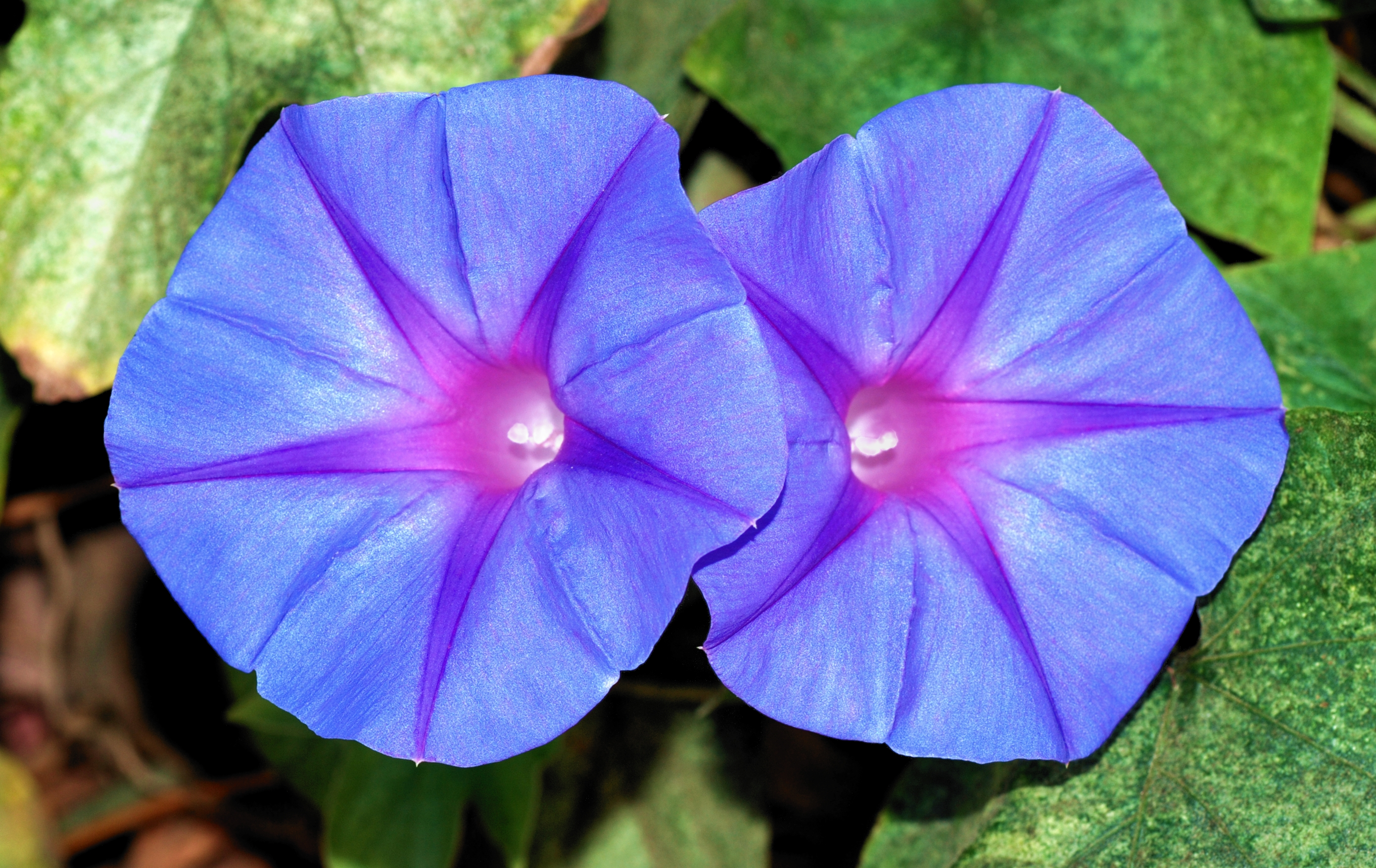
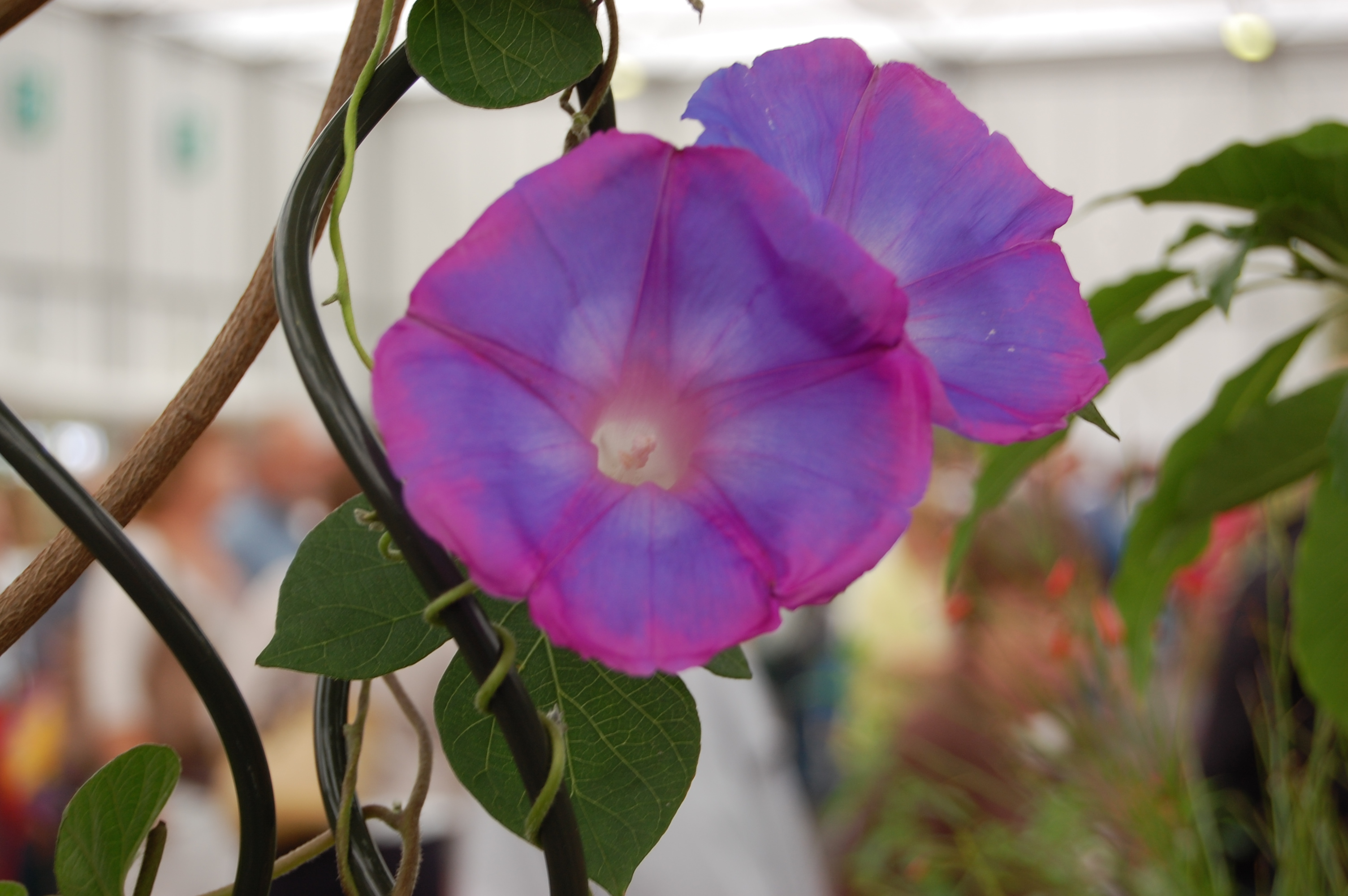
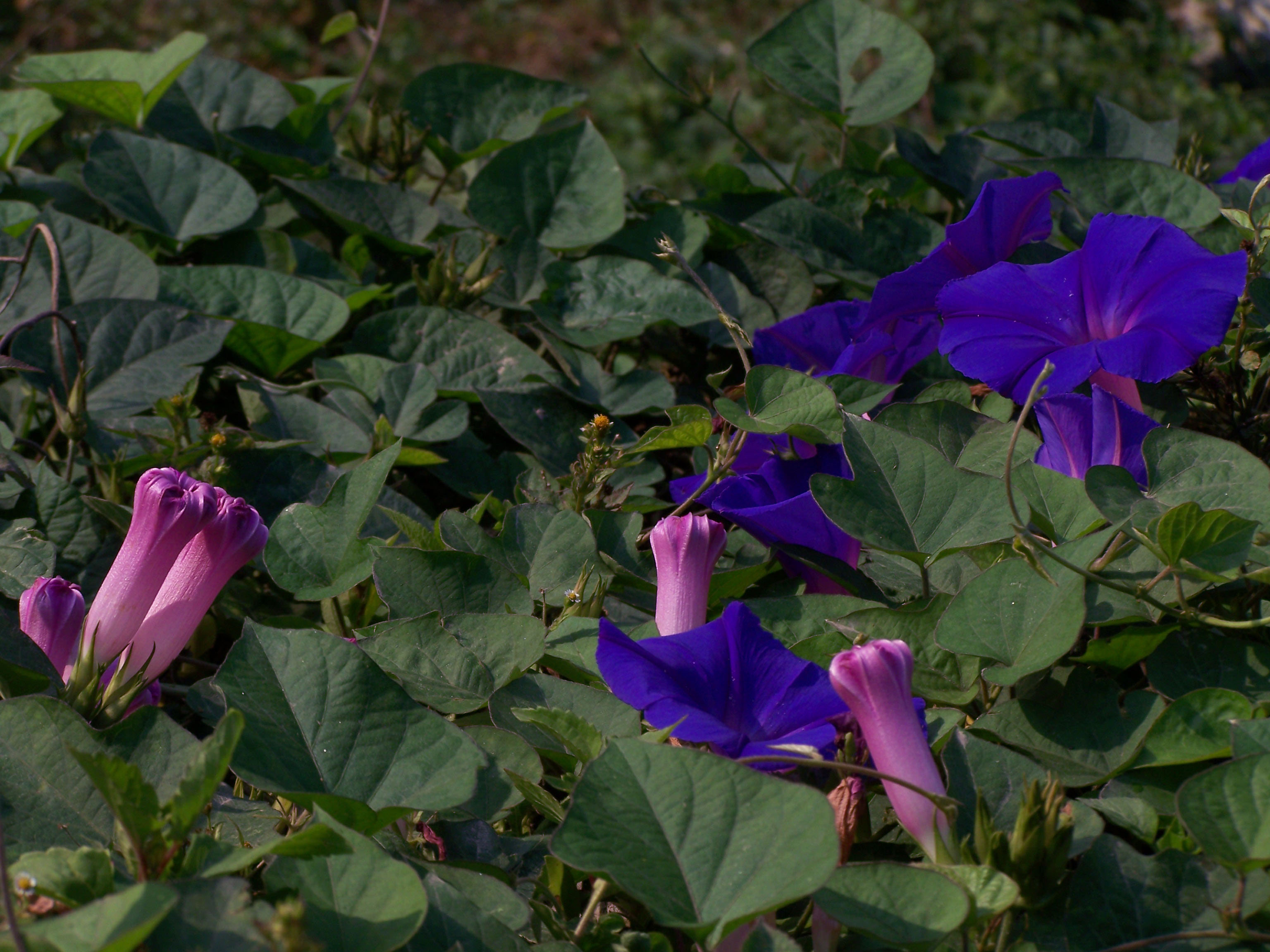
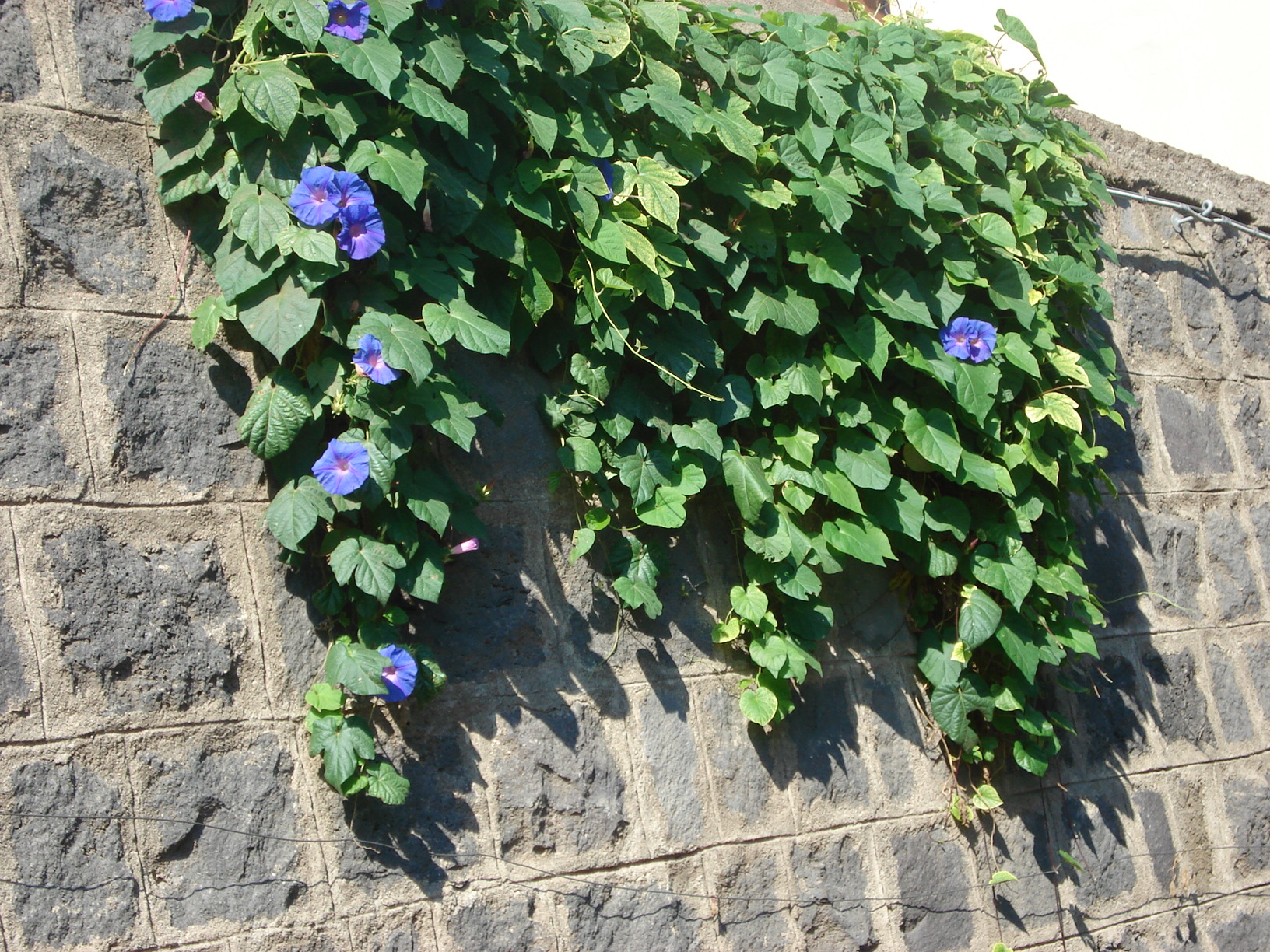